# 5205 Servián
5205 Servián è un asteroide della fascia principale. Scoperto nel 1988, presenta un'orbita caratterizzata da un semiasse maggiore pari a 2,3384175 UA e da un'eccentricità di 0,0431866, inclinata di 6,37901° rispetto all'eclittica.